# Rob Andrew
Pas d'image ? Cliquez ici

a Compétitions nationales et continentales officielles uniquement.

b Matchs officiels uniquement.
Christopher Robert Andrew, né le 18 février 1963 à Richmond, est un joueur de rugby anglais, évoluant au poste de demi d'ouverture.
Il est l'un des joueurs les plus controversés de l'histoire du rugby anglais. Critiqué pour un jeu privilégiant le jeu au pied, et pour un taux de réussite non satisfaisant aux yeux de ses détracteurs, il a même été nommé comme le « pire joueur ayant jamais représenté l'Angleterre » par un ancien capitaine du XV de la Rose[réf. nécessaire]. Cependant, c'est un formidable défenseur et il travaille dur ses points faibles : il deviendra ainsi un des joueurs essentiels de l'ère du capitaine Will Carling à la fin des années 1980 et au début des années 1990.
Andrew a aussi été un joueur et un dirigeant de cricket.

## Biographie

### Carrière en rugby à XV

#### Carrière en club
En 1991, il joue une saison à l'ouverture au Stade toulousain.
Il prend en mains les destinées de son club de Newcastle Falcons, le conduisant à un titre de champion en 1998. Il devient également le mentor de Jonny Wilkinson qui le dépossédera en 2003 de son record de point marqués pour le XV anglais.

#### Carrière internationale
Pour ses débuts contre la Roumanie, il marque 18 points, un record pour sa première sélection. Bien qu'il soit l'ouvreur titulaire jusqu'à la Coupe du monde de rugby 1987, il n'y dispute que 2 matchs dont l'un en tant que remplaçant. Il dispute néanmoins les trois test matchs de la tournée de l'Angleterre en Australie et aux Fidji en 1988, cumulant à ce moment-là 20 sélections.
En automne 1988, bien qu'il soit pressenti pour devenir capitaine du XV anglais, Will Carling lui est préféré. Celui-ci commence par une grande victoire contre l'équipe d'Australie à Twickenham. 
En 1989, après une première désillusion à la suite de sa non-sélection pour les Lions, il fait finalement partie de la tournée en Australie en remplaçant d'un blessé. Après une première défaite, il participe grandement à la victoire dans le second par son jeu au pied qui éloigne la menace Michael Lynagh. La victoire 19-18 dans le 3e donne la victoire dans la série et un nouveau prestige en Angleterre. Lors du Tournoi des Cinq Nations suivant, en 1990, le Grand Chelem se joue lors du dernier match entre les 2 prétendants à la victoire à Murrayfield. Finalement le XV écossais de Gavin Hastings remporte le match et le grand chelem.
L'Angleterre prend sa revanche avec deux grands chelems lors des 2 éditions suivantes. Entre-temps, la Coupe du monde de rugby 1991 se déroule en partie à domicile. Bien que favoris, les Anglais y perdent leur premier match contre les Blacks. Cependant, ils atteignent la finale, battus par les Australiens de Nick Farr-Jones.
Malgré la perte de sa place d'ouvreur en Angleterre, il fait à nouveau partie du squad des Lions en 1993 en Nouvelle-Zélande où il dispute 2 nouveaux tests pour une défaite dans la série par 2 à 1. Il devient ensuite le buteur titulaire du XV anglais après avoir beaucoup travaillé sur sa technique. Il prouve immédiatement ses nouvelles qualités lors d'une tournée en Afrique du Sud où il marque 27 points lors du premier test victorieux contre les Boks à Pretoria. Le tournoi 1995 voit l'Angleterre renouer avec le grand chelem. La Coupe du monde qui suit en Afrique du Sud voit les Anglais échouer en demi-finale, assommés par les Blacks d'un certain Jonah Lomu.
Il ne rejouera avec le XV anglais qu'une seule fois 2 ans plus tard lors d'un match du tournoi contre les Gallois.
Finalement, lorsqu'il prend sa retraite internationale, il détient un grand nombre de records, comme le record de points marqués par un anglais en test match, le record du monde de drops marqués (21) en test match, le record du nombre de points marqués dans un test match (30, record partagé avec Didier Camberabero) et dans un match du tournoi des 5 nations (24, en 1995). 

### Après-carrière
Depuis avril 2014, il est le représentant de la Fédération anglaise de rugby à XV au sein du comité directeur de l'European Professional Club Rugby.

## Palmarès en rugby à XV

### Comme joueur

#### Club
- Champion d'Angleterre en 1990 avec les London Wasps.

#### Sélection
- Finaliste de la Coupe du monde de rugby 1991
- Grand Chelem du Tournoi des Cinq Nations 1991, 1992, 1995
- 71 sélections dont 2 en tant que capitaine entre 1985 et 1997
- 396 points en tests matchs
- 2 essais en test matchs
- 5 sélections avec les Lions
- Membre du Temple de la renommée World Rugby depuis 2017

### Comme entraineur
- Vainqueur de la Coupe d'Angleterre en 2001 et 2003 avec Newcastle.